# Hill 'n' Dale Farms
Hill 'n' Dale Farms är ett stuteri för engelska fullblod med verksamhet i Kanada och USA.

## Historia
Hill 'n' Dale grundades 1960 i Ontario, Kanada av den tjeckoslovakiske immigranten John Sikura, Jr. Efter Johns avlidit i en bilolycka 1994,  togs Hill 'n' Dales amerikanska och kanadensiska verksamhet över av sönerna John G. Sikura och R. Glenn Sikura.
Flera framgångsrika avelshingstar har stått uppstallade på stuteriet, bland annat Azeri, Silverbulletday, Dance Smartly och Better Than Honor (mamma till Belmont Stakes-vinnarna Jazil och Rags to Riches).
På stuteriet i Lexington, Kentucky ligger Triple Crown-vinnaren Seattle Slew begravd.
Hill 'n' Dale stängde sin verksamhet i Lexington i oktober 2020 och alla hästar flyttades till Xalapa Farm i Paris i Kentucky, som John G. Sikura köpte 2019. Verksamheten kallas nu "Hill 'n' Dale at Xalapa."